# Piet Zwart Prijs
De Piet Zwart Prijs is een Nederlandse oeuvreprijs voor ontwerpers die een belangrijke bijdrage hebben geleverd aan het ontwerpvak.
De prijs is in het leven geroepen als eerbetoon aan Piet Zwart. In eerste instantie was het een onregelmatig uitgereikte prijs. Tussen 2008 en 2013 een jaarlijkse prijs, en thans een tweejaarlijkse uitreiking.
Aanvankelijk was het een oeuvreprijs voor ontwerpers die langdurig excelleren in één of meer van de vakgebieden waarin Piet Zwart actief was. Het bestuur van de BNO heeft gezien de reikwijdte en de missie van de vereniging besloten dat de BNO Piet Zwart Prijs betrekking kan hebben op alle erkende ontwerpdisciplines die belangrijk zijn voor het aanzien en de ontwikkeling van het ontwerpvak. De prijs bestaat uit een trofee in de vorm van een 3D uitwerking van de handtekening van Piet Zwart. De trofee is ontworpen door Paul Mijksenaar.

## Winnaars
- 2023 Karel Martens, grafisch ontwerper
- 2021 Hella Jongerius, industrieel ontwerper
- 2019 Frans Bevers, Ruimtelijk ontwerper
- 2017 LUST, ontwerpcollectief
- 2015 Paul Mijksenaar, ontwerper visuele informatie
- 2013 Ulf Moritz, textiel- en interieur ontwerper
- 2012 Gerard Unger, typograaf en letterontwerper
- 2011 Marijke van der Wijst, Interieurarchitect en tentoonstellingsontwerper
- 2010 Willem Diepraam, fotograaf
- 2009 Gert Dumbar, grafisch ontwerper
- 2008 Bruno Ninaber van Eyben, productontwerper
- 2003 Jan Bons, grafisch ontwerper
- 1998 Nel Verschuuren, ruimtelijk ontwerper
- 1994 Eva Besnyö, fotografe
- 1991 Wim Crouwel , grafisch ontwerper •
- 1985 Jan van Toorn, grafisch ontwerper
- 1983 Friso Kramer, industrieel ontwerper